# Suzdalský rajón
Suzdalský rajón (rusky Суздальский район) je jeden z rajónů Vladimirské oblasti v Rusku. Jeho administrativním centrem je město Suzdal. Žije zde přibližně 46 tisíc obyvatel.

## Historie
Do 80. let měl rajón družební oblast, kterou byl český Okres Louny. Tuto družbu v Lounech připomíná Suzdalské náměstí.